# Henadz Laptseu
Henadz Laptseu –en bielorruso, Генадзь Лапцеў– (15 de diciembre de 1998) es un deportista bielorruso que compite en halterofilia. Ganó una medalla de oro en el Campeonato Europeo de Halterofilia de 2019, en la categoría de 61 kg.

## Palmarés internacional
| Campeonato Europeo | Campeonato Europeo | Campeonato Europeo | Campeonato Europeo |
| Año                | Lugar              | Medalla            | Categoría          |
| ------------------ | ------------------ | ------------------ | ------------------ |
| 2019               | Batumi (Georgia)   | Medalla de oro     | 61 kg              |